# Dave Hazewinkel
David Gene „Dave” Hazewinkel (ur. 8 września 1944 w Detroit) – amerykański zapaśnik walczący w stylu klasycznym. Dwukrotny olimpijczyk. Odpadł w eliminacjach turnieju w Meksyku 1968 i Monachium 1972. Walczył w kategorii 57 kg.
Wicemistrz świata w 1970; trzeci w 1969 i odpadł w eliminacjach w 1967 i 1971 roku.
Zawodnik St. Cloud State University.
Jego brat Jim Hazewinkel i syn Sam Hazewinkel byli zapaśnikami i olimpijczykami z Meksyku 1968, Monachium 1972 i Londynu 2012.